# Poveljniško-štabna akademija Vojnega letalstva in zračne obrambe Poveljniško-štabna akademija Kopenske vojske Jugoslovanske ljudske armade
Poveljniško-štabna akademija Vojnega letalstva in zračne obrambe JLA (srbohrvaško: Komandno-štabna akademija RV i PVO) je bila vojaška akademija, ki je delovala v sestavi Jugoslovanske ljudske armade.

## Zgodovina
Akademija je bila visokošolska vojaška akademije, ki je predstavljala najvišjo šolsko ustanovo v sklopu Jugoslovanskega vojnega letalstva. Šolanje je trajalo dve leti, pri čemer sta potekala dva programa: taktični in operativni.
Pogoj za vstop je bila končana Vojaška letalska akademija JLA oz. Vojaška letalska tehniška akademija JLA ter poveljniške izkušnje. 